# De Haai van Headington
De Haai van Headington (officieel untitled 1986) is een beeldwerk van John Buckley in Headington.

## Omschrijving
Het betreft een haai op het dak van een huis, alsof die uit de lucht was komen vallen en er frontaal was ingedoken. Het beeld werd geïnstalleerd op 9 augustus 1986 door de Amerikaan Bill Heine, een radiopresentator voor BBC Radio Oxford. Het werk is bijna 8 meter hoog en 204 kg zwaar en is gemaakt uit glasvezel.